# 纳税银
《纳税银》（義大利語：Pagamento del tributo），也译为《纳税钱》、《献金》，是意大利文艺复兴画家马萨乔的代表作，创作于1420年代。这件湿壁画位于意大利佛罗伦萨卡尔米内圣母大殿内的布兰卡契小堂。评论普遍认为，这是马萨乔最好的一幅作品，也是文艺复兴时期艺术发展的重要成就。
画作的题材取自马太福音。马太福音裡讲到，耶稣指引伯多禄从鱼嘴里取出一枚金币以缴纳猶太聖殿稅。由于透视法和明暗法的成功应用，《纳税银》成为美术史上最重要的作品之一。几个世纪以来，《纳税银》遭到严重的破坏。直到1980年代，《纳税银》连同整个布兰卡契小堂才得到一次完整的修缮。

## 布兰卡契小堂

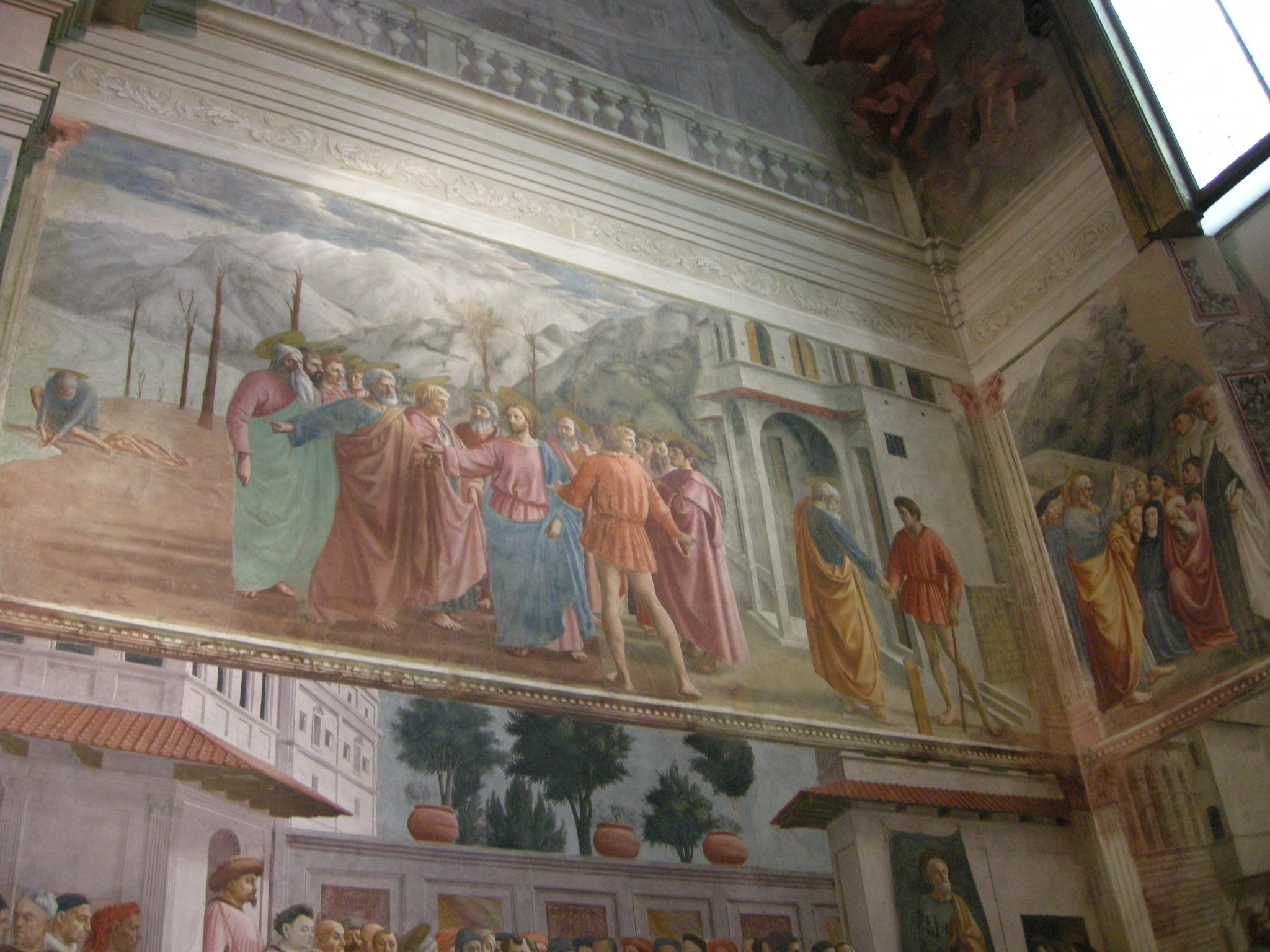
布兰卡契小堂中的壁画

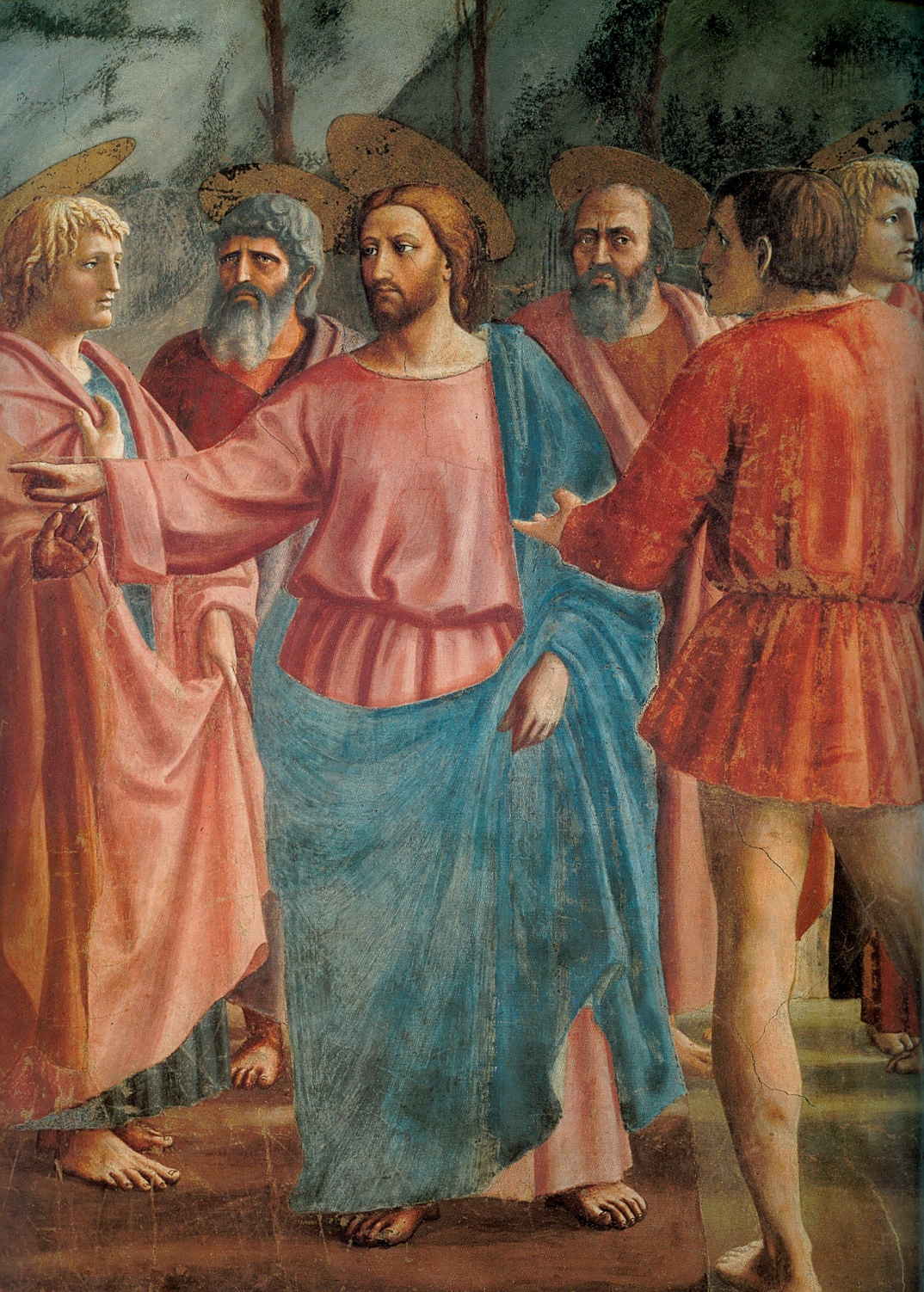
画中的基督和门徒

1366或1367年，皮耶罗·迪·皮乌维凯塞·布兰卡契（Piero di Piuvichese Brancacci）在卡尔米内圣母大殿内修建了布兰卡契小堂。后来，布兰卡契小堂传到皮耶罗的侄子费利切·布兰卡契手里。1423年至1425年间，费利切委托马索利诺为布兰卡契小堂绘制壁画，壁画要以圣彼得的生平为题材。彼得的名字在意大利语中就是皮耶罗（Piero），这也是布兰卡契小堂的建造者皮耶罗·迪·皮乌维凯塞的名字。圣彼得也是布兰卡契家族的主保圣人。不过，选择圣彼得的生平作为壁画主题，也体现了在天主教会大分裂中对罗马教宗的支持。
马索利诺创作期间，比他小18岁的马萨乔前来合作。最后马索利诺离开了布兰卡契小堂，一说他在1425年离开佛罗伦萨去了匈牙利，另一说他在1427年去了罗马。完成壁画的任务落在了马萨乔的肩上。1428年，马萨乔因病去世。这时壁画还没有完成。直到1480年代，壁画才由菲利皮诺·利皮完成。然而，通常认为，布兰卡契小堂中的壁画《纳税银》完全出自马萨乔之手。
幾個世紀以来，壁畫经受了巨大的改變和破壞。1746年，藝術家溫琴佐·梅烏奇在壁画的上层重新作画，马索利诺的原作大部分被覆蓋。1771年，教堂毁于火灾。雖然布兰卡契小堂結構仍然完好，但壁畫受损严重。直到1981至1990年，教堂才得到全面修復，壁畫大致恢復了原貌。然而，壁畫还是遭受了一些無法彌補的損害，尤其是使用乾壁繪畫法的部分：《纳税银》中，樹木的葉子都不見了，基督的長袍也失去了原有的蔚藍色光彩。

## 题材
《纳税银》描绘的画面来自四福音书的马太福音：
24. 到了迦百農、有收丁稅的人來見彼得說、你們的先生不納丁稅麼。
25. 彼得說、納。他進了屋子、耶穌先向他說、西門、你的意思如何．世上的君王、向誰徵收關稅丁稅．是向自己的兒子呢、是向外人呢。
26. 彼得說、是向外人．耶穌說、旣然如此、兒子就可以免稅了．
27. 但恐怕觸犯他們、你且往海邊去釣魚、把先釣上來的魚拿起來、開了他的口、必得一塊錢、可以拿去給他們、作你我的稅銀。
 — 馬太福音 17:24–27

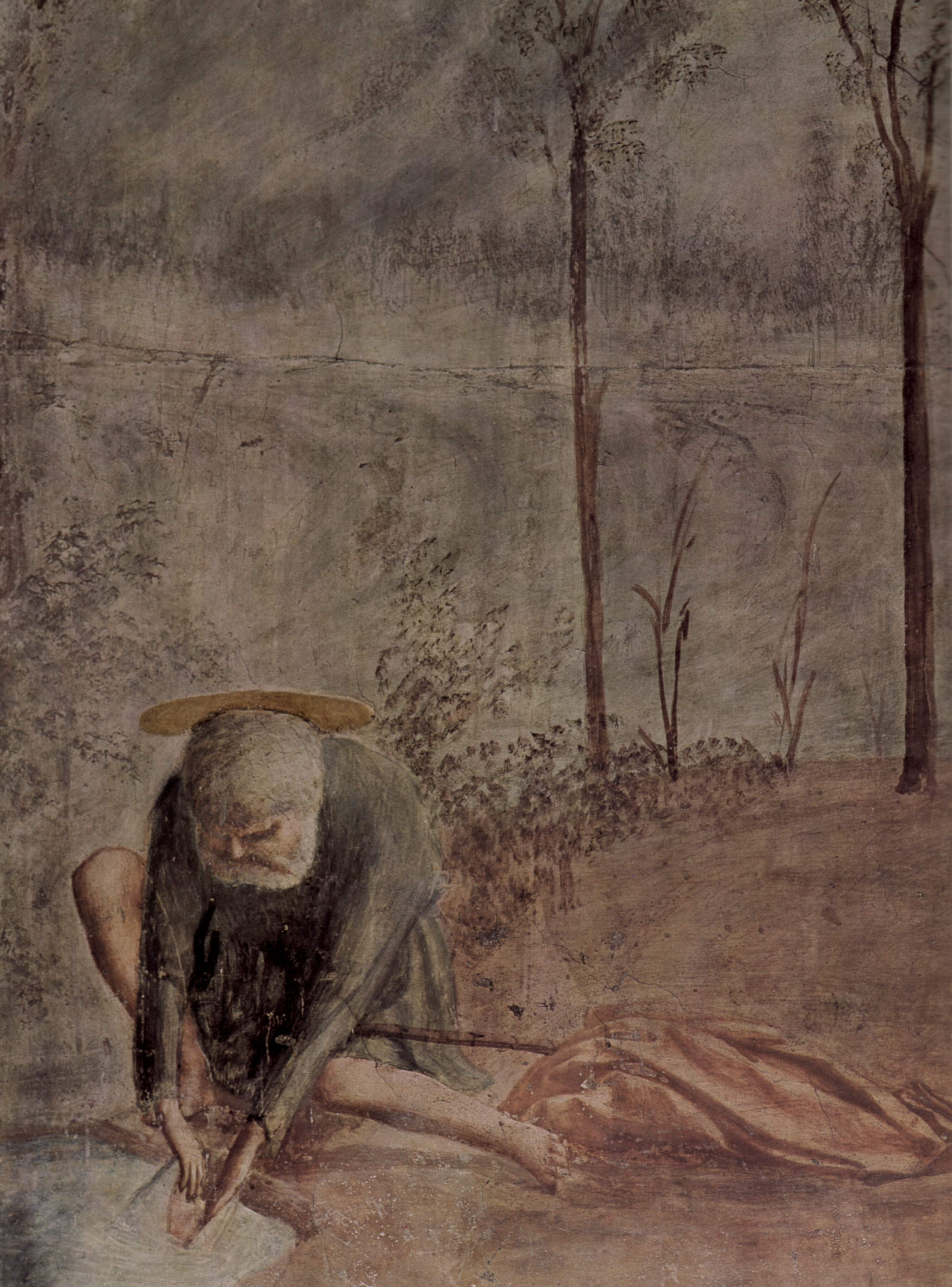
彼得从鱼嘴里取出金币

只有马太福音提到了这个故事。据马太福音，马太本人原先也是一位税吏。基督徒经常引用如上一段故事，来为世俗统治者的合法性辩护。基督徒引用这个故事时，也经常同时引用“上帝的归上帝，凯撒的归凯撒”。马太福音中讲到，一群法利賽人打算刁難耶稣，就问耶稣，给凯撒纳税对不对。耶稣指着银钱上的凯撒头像，回答道：“該撒的物當歸給該撒、神的物當歸給神。”

## 构图

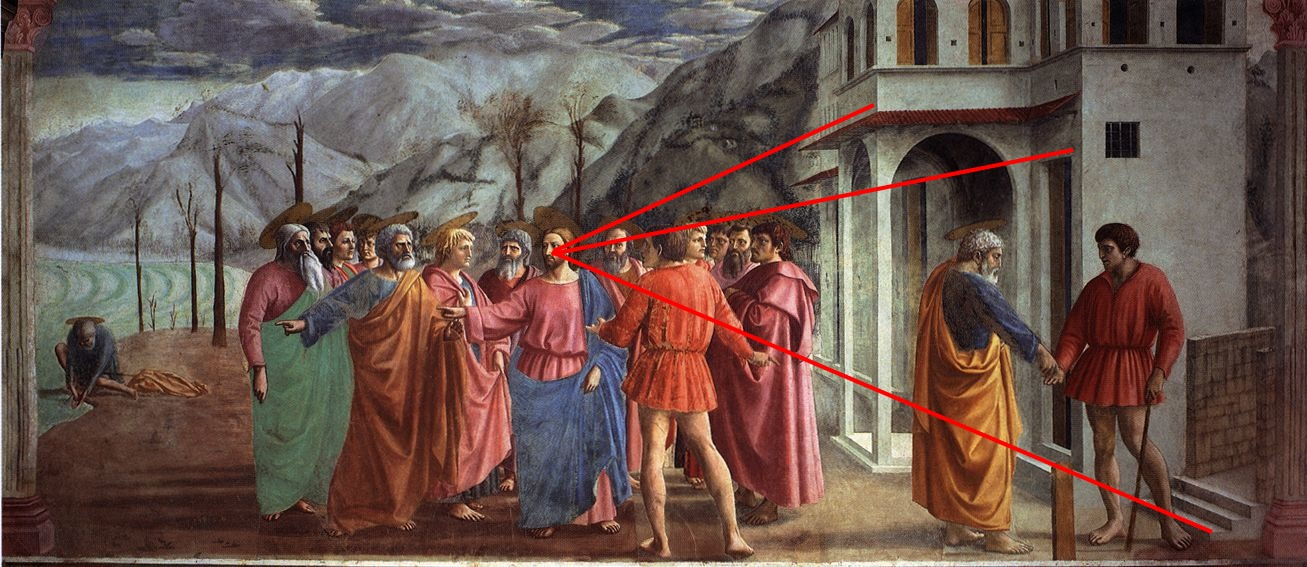
由图中直线可见，基督的头部处在一点透视的消失点上

這幅畫与聖經故事稍有出入。分歧在于，画中稅吏面對着的是基督和門徒，整個場景设定为戶外，这与圣经中的故事并不相符。壁画分三部分讲述了这个圣经故事。三部分并非连续发生，但是通过构图上的设计，马萨乔保留了叙事的逻辑性。壁画的中央部分是稅吏要求基督和门徒交税。马萨乔将基督的頭部画在壁畫的消失點，以吸引觀眾的目光。基督和彼得两人的手都指向畫的左边，也就是下一個場景發生之处。那里，彼得从鱼嘴中取出一枚钱币。故事的最後一幕位于画的右边，彼得向税吏交纳税银。建筑的框架将这一部分与中间分隔开来。
基督和門徒围成一個半圓，形狀正如教堂的半圓形後殿。稅吏站在这一神聖空間之外。基督和门徒幾乎都穿着淡粉色和藍色的長袍，而税吏则穿着古罗马服饰丘尼卡，衣服为醒目的朱紅色。税吏的手势显示了他的无礼，而他衣服的颜色使这一特点更加显著。壁画中还有一组对比：在画面的中间和右边，税吏的动作几乎和彼得一模一样，只是二人的角度相反而已。这使得观众可以全方位地观看两个人物。

## 风格

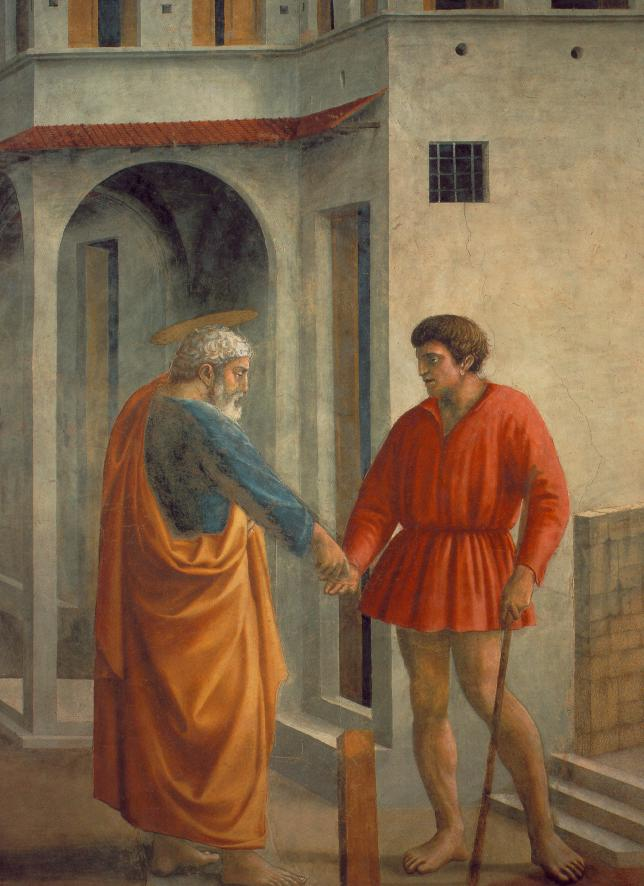
彼得与税吏

人们通常把馬薩喬视为文艺复兴的先驱，将他与多納太羅、布魯內萊斯基等同时代的人相比。主要原因是，他在绘画中使用了單點透視。不过，还有一種技術是马萨乔獨有的：空气透视。壁画中，远景的山峦、左边的彼得与前景相比颜色更淡、更加灰白、模糊，创造出深度错觉。這種技術在古代羅馬已经出现，但隨後失传，直到马萨乔再次发明出来。
马萨乔对光的使用也是革命性的。由壁画中建筑、树木、人物的影子和明暗可见，马萨乔在画中使用了一个统一的光源。文艺复兴早期的藝術家，例如喬托，在画中使用平坦、模糊的光源。马萨乔使用的明暗法使得画面中的人物、建筑具有了三维的效果。
壁画对人物的描绘相当精彩，尤其是中间一圈的人物。画中人各具特点，不相重复。画家着重表现的是人物的个性差异，而非人物的高低贵贱，这体现了一种观念的革新。画中人物身穿的衣服具有古典特色，衣纹的表现也与之前的宗教绘画有所差别，显得更加真实。此外，壁画的一些细节也很生动。

## 解读
《纳税银》一画选择的主题在艺术史上并不常见。为了解释马萨乔为什么选择这个主题，研究者们已提出了多种理论。一种观点将这幅画与佛罗伦萨1427年新设的一种所得税catasto联系起来，认为创作这幅壁画是为了替征税辩护。然而，这个解释可能不太符合实际，原因是征税将使布兰卡契遭受损失，布兰卡契应当反对征税。更合理的解释考虑了1423年教宗马丁五世的一项协议，协议规定佛罗伦萨教会应当服从国家税收。鱼嘴中的钱币喻指佛罗伦萨由海洋获得财富。费利切·布兰卡契是一个丝绸商人，他参与地中海的贸易，同时也是佛罗伦萨海事理事会的成员。

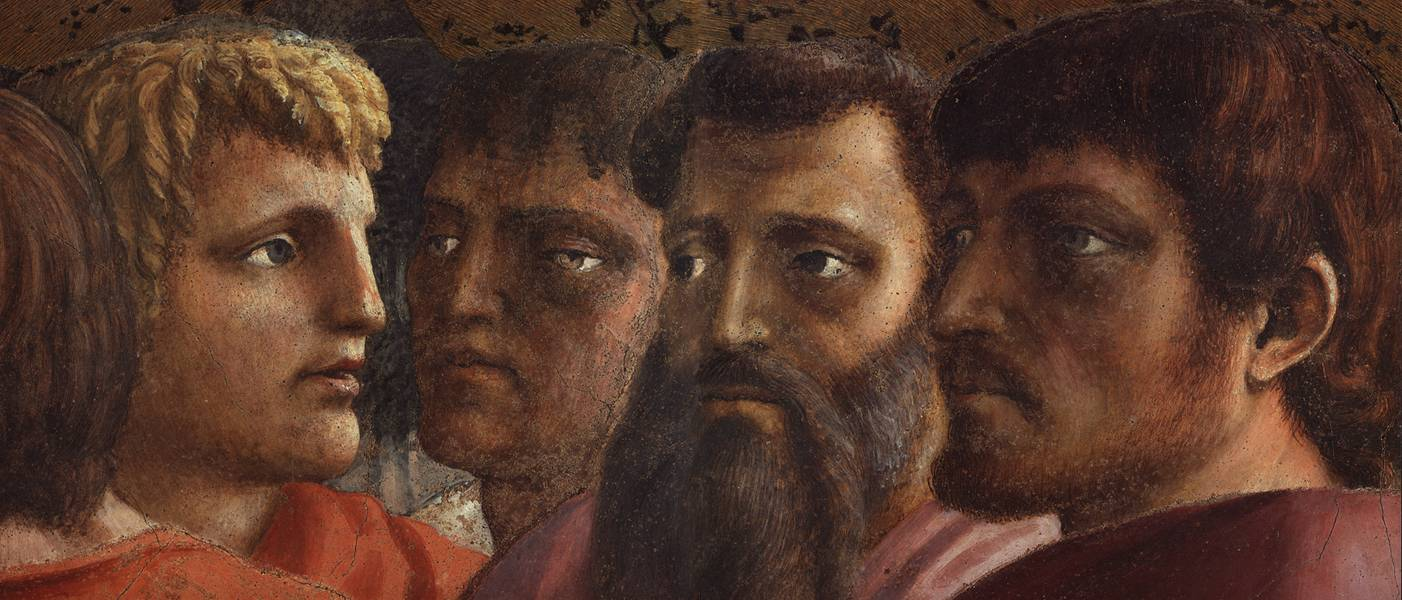
《纳税银》局部。此图更清晰地反映了明暗法的使用。图中左起第二人可能是猶大，最右端的可能是多默，同时也是马萨乔的自画像。

要理解这幅壁画乃至整个系列的壁画，其核心在于布兰卡契家族、佛罗伦萨与罗马教宗的关系。作画时，佛罗伦萨正与米兰交战，需要教宗的支持。因此，这幅壁画必须从亲教宗政策的背景下解读。西门彼得是第一任罗马主教，也是第一位教宗。故事中，相比其它门徒，彼得更加突出。他与基督的密切关系，可以在基督的话“作你我的稅銀”中的“你我”来看出。画中，彼得与基督在一起时庄严而充满活力，彼得独自行动时（画面左边）身形微小。这一切都体现出他的身份：使徒、耶稣基督的代理人（即罗马教宗）。这样看来，壁画反映的是一个转变性的场景：在执行基督的指令时，彼得由基督的门徒变成了教会的领导人。
画中只有两位基督门徒的身份确定无疑：彼得和約翰。彼得穿着蓝黄两色的衣服，头发与胡须灰白。约翰是站在基督一旁的年轻弟子，没有胡须。约翰的头像让人联想到罗马雕塑。基督右侧的另一位门徒的面部与约翰非常相似。这位门徒旁边的人被认为是猶大，他面色黑暗、神情阴险，恰与一旁的税吏相似。瓦萨里最早猜测称，画面最右边的使徒是多默，也是马萨乔的自画像。

## 脚注
1. 1 2 3  Gardner（1991年），第599-600页
2. ↑  Watkins（1980年），第95页
3. ↑  Ladis（1993年），第21页
4. ↑  Shulman（1991年），第6页
5. ↑  Shulman（1991年），第7-10页
6. ↑  Watkins（1980年），第326页
7. ↑  Shulman（1991年），第18页
8. ↑  Shulman（1991年），第5页
9. 1 2 3  Paoletti & Radke（1997年），第230-1页
10. ↑  . : 马太福音 17:24–27.
11. ↑  . : 马太福音 9:9–13.
12. 1 2 3  Baldini & Casazza（1992年），第39页
13. ↑  . : 马太福音 22:15–22.
14. ↑  . : 马可福音 12:13–17.
15. ↑  . : 路加福音 20:20–26.
16. 1 2 3  Adams（2001年），第98页
17. 1 2  Ladis（1993年），第26页
18. ↑  丁宁（2003年），第111-112页
19. ↑  丁宁（2003年），第111页
20. ↑  Hartt（1970年），第159页
21. ↑  Watkins（1980年），第120页
22. ↑  Watkins（1980年），第93-4页
23. ↑  Watkins（1980年），第94-5页
24. ↑  Ladis（1993年），第28页